# Polygenie
Polygenie of samenwerkende genen is de samenwerking van meerdere genen bij de vorming van een fenotype. Het is het omgekeerde van pleiotropie, waarbij één enkel gen invloed heeft op meerdere fenotypes.  Er is polygenie met dominantie en zonder dominantie (cumulatief).
Polygenische kenmerken zijn kwantitatieve kenmerken en zijn kwantitatief verervend, terwijl bij monogenie kwalitatieve vererving optreedt.
Voorbeelden van polygenie zijn de korrelopbrengst van tarwe en lichaamslengte.